# Шентайхен
Шентайхен (нім. Schönteichen) — громада в Німеччині, розташована в землі Саксонія. Входить до складу району Бауцен. Складова частина об'єднання громад Каменц-Шентайхен.
Площа — 44,96 км2. Населення становить Невірний параметр metadata 14 625 540 ос. (станом на 31 грудня 2020).